# بی.وای.او.بی (ترانه)
«بی. وای. او. بی» (به انگلیسی: .B.Y.O.B) ترانه‌ای از گروه سیستم آو ا داون و یکی از قطعه‌های آلبوم سال ۲۰۰۵ آن‌ها به‌نام هیپنوتیزم شدن است. «B.Y.O.B.» مخفف «Bring Your Own Bombs» است و محتوای آن راجع به جنگ عراق است.
«بی. وای. او. بی» در زمان انتشارش در ایالات متحده برای ۲۰ هفته در جدول ۱۰۰ آهنگ داغ بیلبورد حضور داشت و بالاترین جایگاهش در آن جدول بیست و هفتم بود که در ۴ ژوئن ۲۰۰۵ ثبت شد. این قطعه ۲۸ هفته هم جزو پرفروش‌ترین ترانه‌های جریان اصلی راک بود و تا ردهٔ چهارم آن جدول صعود کرد.